# Pedro Brito Guimarães
Pedro Brito Guimarães (ur. 22 lutego 1954 w Buriti) – brazylijski duchowny katolicki, arcybiskup Palmas, od 2010.

## Życiorys
26 stycznia 1986 otrzymał święcenia kapłańskie. Doktoryzował się na Papieskim Uniwersytecie Gregoriańskim. Był m.in. wicerektorem i rektorem seminarium w Teresinie.
17 lipca 2002 został mianowany biskupem ordynariuszem diecezji São Raimundo Nonato. Sakry biskupiej udzielił mu 14 września 2002 biskup Augusto Alves da Rocha.
20 października 2010 papież Benedykt XVI mianował go arcybiskupem metropolitą Palmas.